# Offspring (filme)
Offspring é um filme produzido nos Estados Unidos e lançado em 2009.